# Klec (okres Jindřichův Hradec)
Obec Klec (německy Kletz) se nachází v okrese Jindřichův Hradec v Jihočeském kraji. Žije zde 162 obyvatel.
Na území obce se nachází rybníky Klec, Potěšil, Naděje a Dobrá vůle.

## Historie
První písemná zmínka o obci pochází z roku 1388.

## Pamětihodnosti
- Zřícenina hradu Fuglhaus
- Kaple

## Galerie

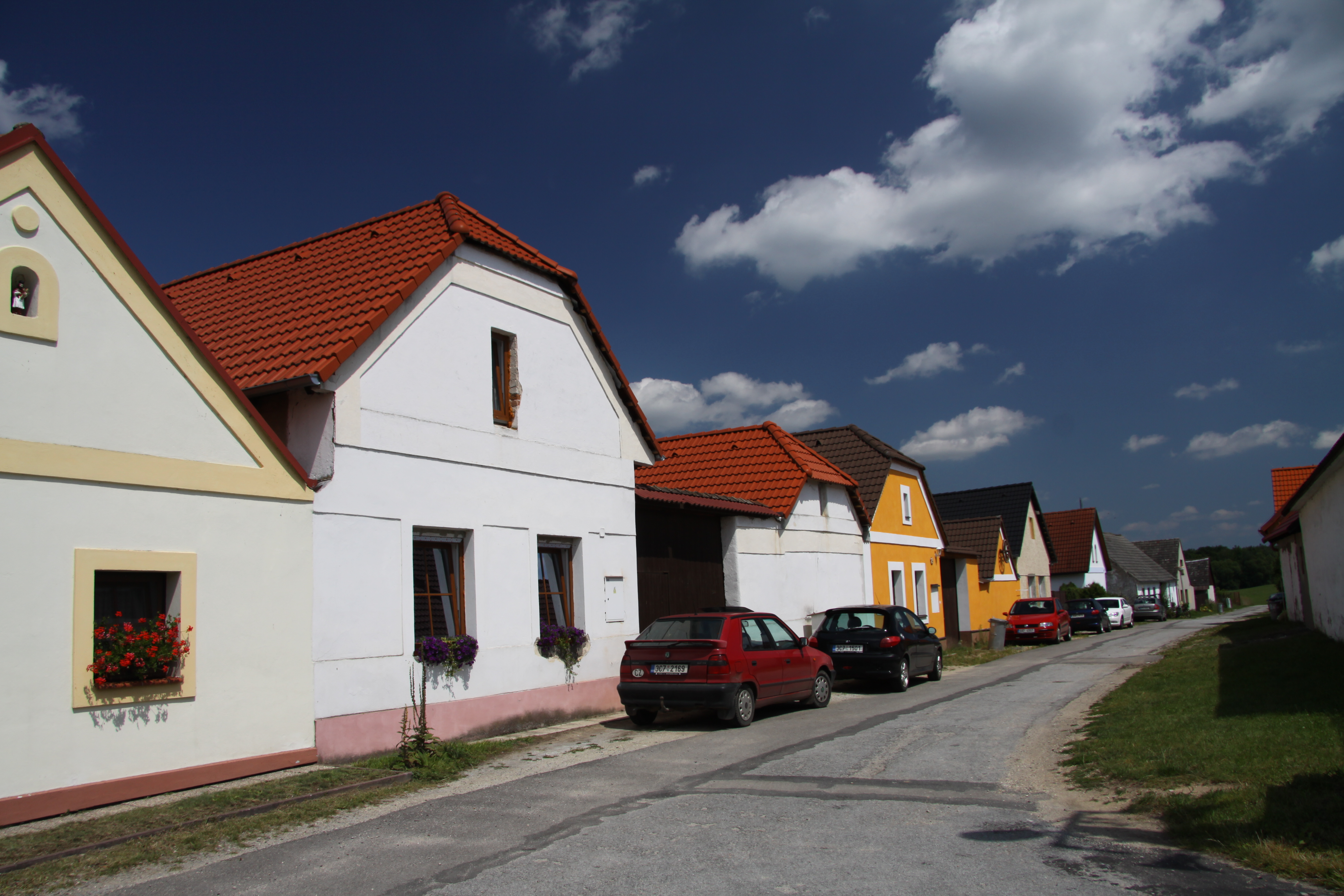
Ulice
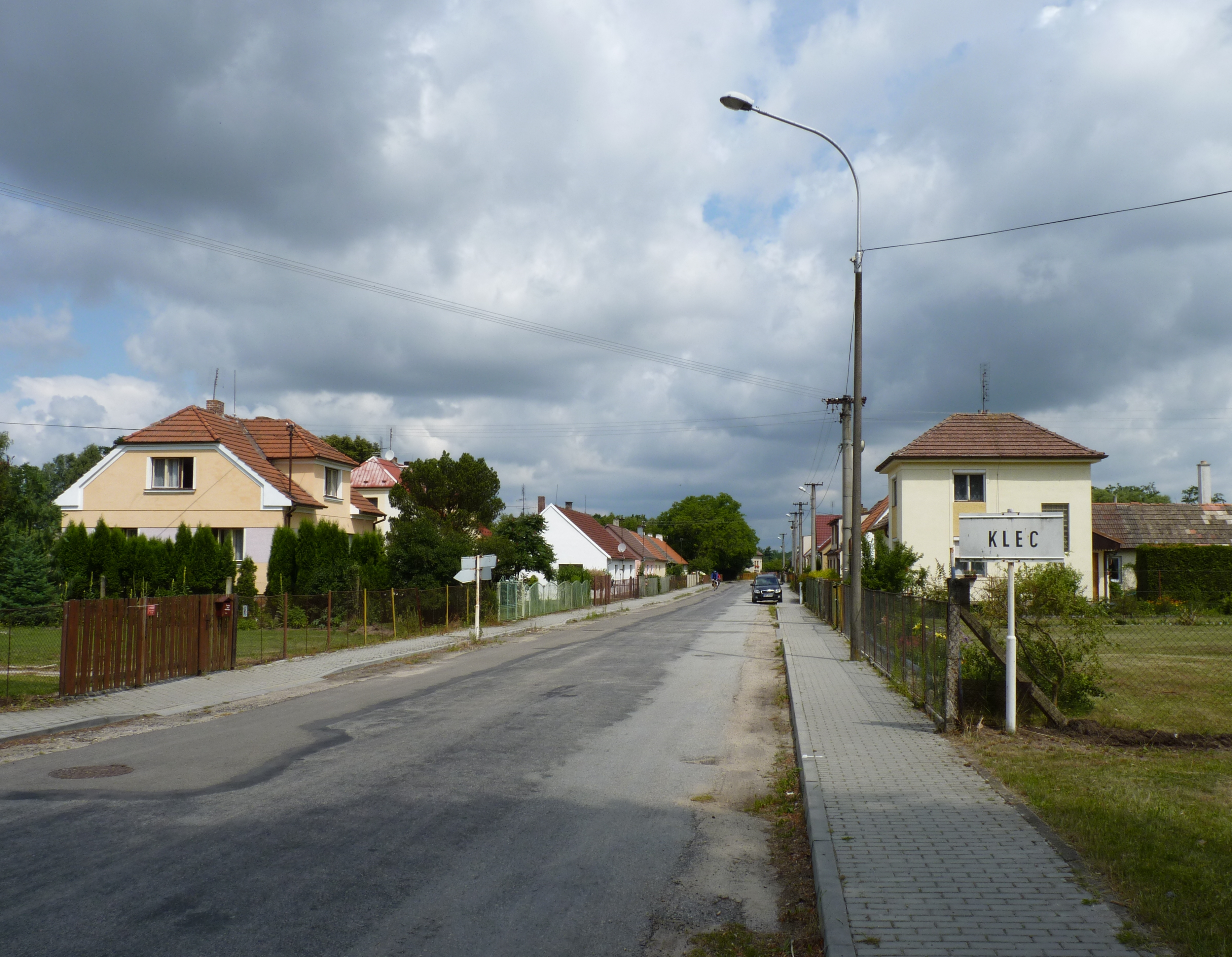
Začátek obce
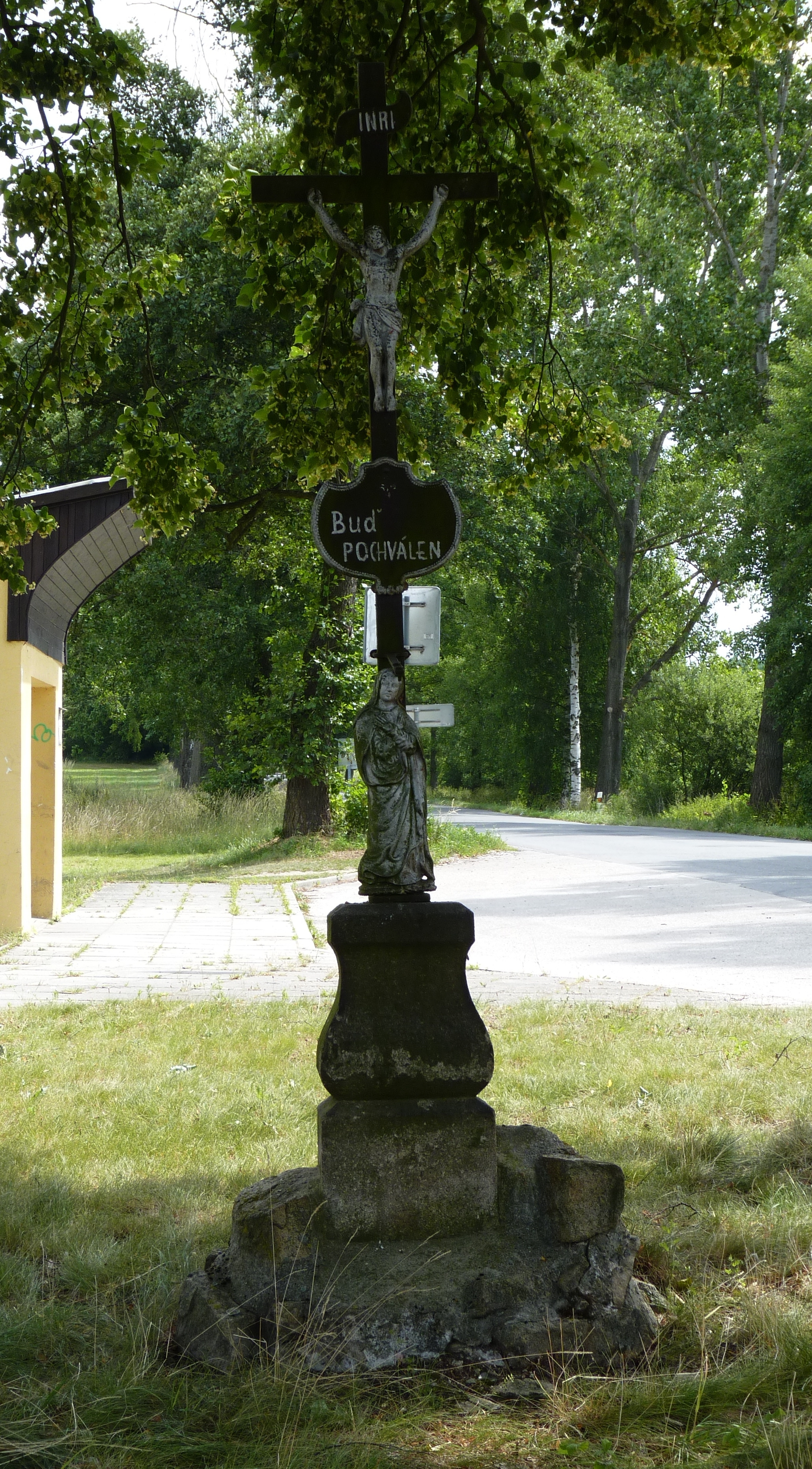
Křížek
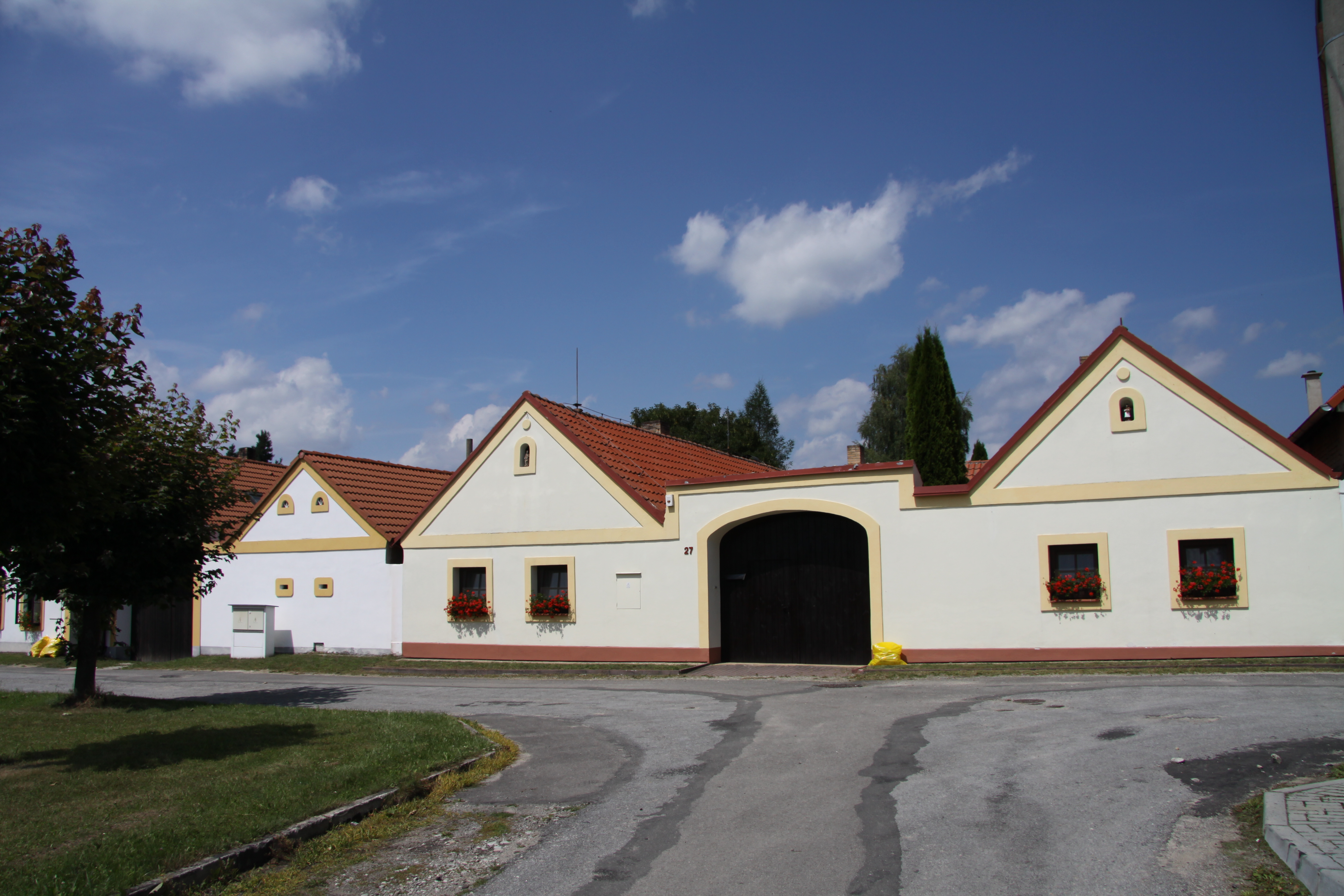
Stavení
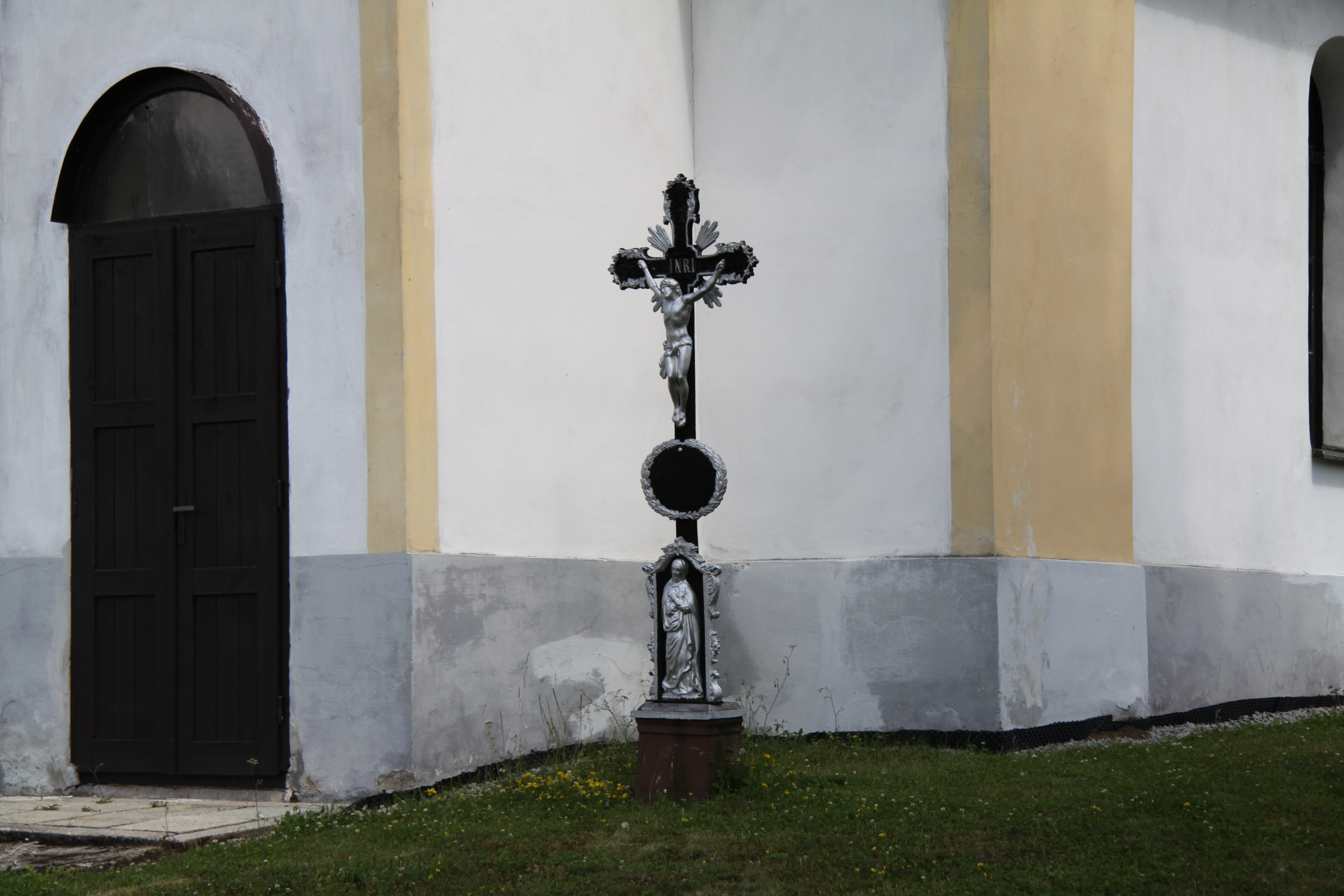
Křížek u kostela